# Pussy Fairy (OTW)
Pussy Fairy (OTW) (reso graficamente come P*$$Y Fairy (OTW)) è un singolo della cantante statunitense Jhené Aiko, pubblicato il 9 maggio 2020 come terzo estratto dal terzo album in studio Chilombo.

## Descrizione
Pussy Fairy (OTW) è una ballata R&B composta in tonalità di Re maggiore, con l'inserimento di una campana tibetana di cristallo. Questo strumento è presente in tutto l'album, spesso usato per produrre una singola nota di sottofondo. Aiko ha scelto la nota di re maggiore per Pussy Fairy per innescare lo Svadhishthana dell'ascoltatore, un chakra associato a "piacere e intimità"; Insieme alla campana del suono, la composizione della canzone include un "introduzione potenziata da bassi profondi".
Il singolo parla della sessualità, con Aiko che esprime le sue abilità sessuali. In un articolo di Noisey, Kristin Corry ha riassunto il messaggio della canzone come una "lezione di seduzione".

## Video musicale
Il video musicale del singolo è stato girato il 16 gennaio a North Hollywood. La coreografia è stata ispirata dai video musicali di fine anni '90 e inizio 2000. Il videoclip non è più disponibile per la visione per ignote ragioni. La cantante ha però pubblicato il video del brano in cui balla una coreografia e il 21 febbraio 2020 un videoclip in sostituzione al precedente.

## Accoglienza
La canzone e il video musicale hanno avuto un riscontro positivo su Twitter e Aiko è diventata un argomento di tendenza. I critici hanno notato che il video non è così esplicito come il testo, anche se Sajae Elder di The Fader ha osservato che «il video era comunque in qualche modo perfetto per l'argomento sexy della canzone». Carolyn Droke ha descritto il video come "ipnotizzante" e "intimamente coreografato". Halle Kiefer ha invece paragonato il set e gli outfit di Jhené ai video musicali di One in a Million (1996) e Are You That Somebody? (1998), entrambi singoli di Aaliyah.

## Tracce
Download digitale
Testi e musiche di Jhené Chilombo, Julian Le, Micah Powell.
1. Pussy Fairy (OTW) – 3:02

Download digitale - versione estesa
1. Pussy Fairy (OTW) (extended version) – 3:41

## Formazione
- Jhené Aiko Chilombo – voce, scrittura
- Julian "Lejkeys" Lê – produzione, composizione, scrittura, registrazione
- Micah Powell – composizione, scrittura
- Andy Guerrero – assistenza alla registrazione
- Trey Pearce – assistenza alla registrazione

- Gregg Rominiecki – missaggio
- Christian Plata – registrazione
- Fisticuffs – produzione, registrazione
- Zeke Mishanec  – registrazione

## Classifiche

### Classifiche settimanali
| Classifica (2020) | Posizione massima |
| ----------------- | ----------------- |
| Nuova Zelanda     | 20                |
| Regno Unito       | 84                |
| Stati Uniti       | 40                |
| Svizzera          | 75                |

### Classifiche di fine anno
| Classifica (2020) | Posizione |
| ----------------- | --------- |
| Stati Uniti       | 94        |